# 内藤十湾
内藤 十湾（ないとう じゅうわん）は、江戸時代後期の盛岡藩士、秋田県の教育者、学者、著述家である。内藤湖南の父である。幼名は幾太郎、初めの諱は貞善、字を子祥といった。後に諱を調一、字を千里と改めた。十湾はその号である。調一は主君の桜庭綱清（盛岡藩家老）から賜ったもので、荀子の王制編からとられたものである。秋田戦争直後の「出陣日記」には、待時盧主人記や有待盧主人記とされていて「有待盧ハ三餘堂ノ別号ナリ」と傍記している。これらは全て秋田戦争直後に用いた号であると考えられている。

## 略歴
天保3年（1832年）3月に盛岡藩毛馬内の学者である内藤天爵（仙蔵）の息子として生まれる。幼い頃は父について儒教を学ぶ。13歳まで四書五経や左伝、史記を習得している。その後、泉沢修斎の元で学習し、泉沢修斎の長女の容子を妻にする。一度江戸で学習するも、泉沢修斎に諫められて鹿角に戻る。
鹿角には、古学、朱子学、陽明学など先行各派に偏らず、諸説を取捨折衷する折衷学派の系譜を引く「鹿角学」が継承されており、内藤家はその中心であった。父の天爵はそれを実学の方向へ導いた人物であった。さらに、十湾は勤王派の那珂通高から強い影響を受け、その影響で吉田松陰に心酔していた。十湾は吉田松陰の東北旅行の際に実際に面会している。また、息子の内藤湖南の幼名である虎次郎の名は、吉田松陰の通称の寅次郎からとったものである。
秋田戦争では親友の熊谷助右衛門と共に出陣し、桜庭祐橘隊に属して従軍し「出陣日記」2巻を記す。熊谷助右衛門は板沢村での戦いで死亡し、「出陣日記」で熊谷の死を惜しんでいる。
維新後は、妻や長男文蔵が相次いで死亡した。毛馬内で塾を開いて子弟の教育に当たりながら、湖南の養育に全力を注いだものの、経済的には厳しい状態であった。その後、江差県学職を命じられ教育事業に従ったのち、尾去沢鉱山所長の要望により、秘書として湖南を伴い尾去沢鉱山に赴き経済的にも安定し、湖南を秋田師範学校に入れたり、元柏崎館の中に住宅を建てたりした。
晩年は私塾「育焉亭」を開き、塾生の教育と郷土資料の収集に当たった。そして、70歳になってから「鹿角志」の編集にとりかかった。父がまとめた文章を息子の湖南が校正を加える形で、十湾75歳の時「鹿角志」は完成し、1907年(明治40年)3月出版された。この年京都旅行をし、帰途逗子に避寒して悠々自適の生活をしていたが、翌年1908年(明治41年)3月22日鎌倉で老衰のため死亡した。